# ジョン・マーシャル (政治家)
ジョン・マーシャル（英語: John Marshall, 1755年9月24日 - 1835年7月6日）は、アメリカ合衆国の第4代連邦最高裁判所長官。前歴として、連邦議会議員、第4代アメリカ合衆国国務長官も務めている。第3代大統領トーマス・ジェファーソンとは親戚である。

## 生涯
バージニア州ファキール郡のジャーマンタウン（現在のミッドランド）で生まれた。彼はアメリカ独立戦争の初期にカルペッパー民兵のメンバーであり、1776年7月30日に第3バージニア・コンティネンタル連隊に入り、大尉に昇進。彼は多くの重要な戦いに貢献した。彼は戦後弁護士となり、バージニア州の連邦党組織結成のリーダーとなった。その働きが中央政府から注目され、幾つかの外交ポスト就任を提示されたが、バージニア州にとどまることを選んだ。しかしながら、1797年にフランスと交渉を行う三人委員会の委員職を受諾した。フランス代表が交渉着席の代償として賄賂を要求したが（XYZ事件を参照）、マーシャルはこの要求を拒絶し、国の名誉と尊厳を保持した。
その後、彼は連邦議会議員、さらに、第2代大統領ジョン・アダムズのもとでの国務長官を歴任する。連邦議会選挙での連邦党の大敗を受けて、1801年、連邦最高裁判所長官となる。数々の憲法上の重要判決を下し、連邦最高裁の権威を高める礎石を築き、後世において最も尊敬される裁判官となった。

### 教育
最初に牧師と家庭教師から計2年ほど教育を受け、その後、アメリカ独立戦争期にウィリアム・アンド・メアリー大学で3ヶ月ほど法律の講義を受講した。彼は元々大学においてはそれほど勤勉ではなかった。彼の論理的能力が開花したのは、むしろバージニア州の弁護士になって実務経験を積んでからである。当時の法律教育は、このような徒弟制度が中核であった。（彼の物事の本質を見抜く直観力と論理的思考力は並外れており、その類いまれな能力は、のちに彼の下した数々の重要判決における法廷意見において端的に現れることになる）

### 国務長官期
その後マーシャルは、第2代大統領ジョン・アダムズから連邦最高裁判所長官就任を依頼された。しかしマーシャルは、連邦議会議員選への出馬を選択した。彼は1799年に議員に選出され、1800年6月6日に国務長官に就任した。彼は公海上におけるアメリカ合衆国の権利に対する妨害に反対し、外交抗議に力を与えるために強い海軍を必要とする政策を採用した。

### 連邦最高裁判所長官

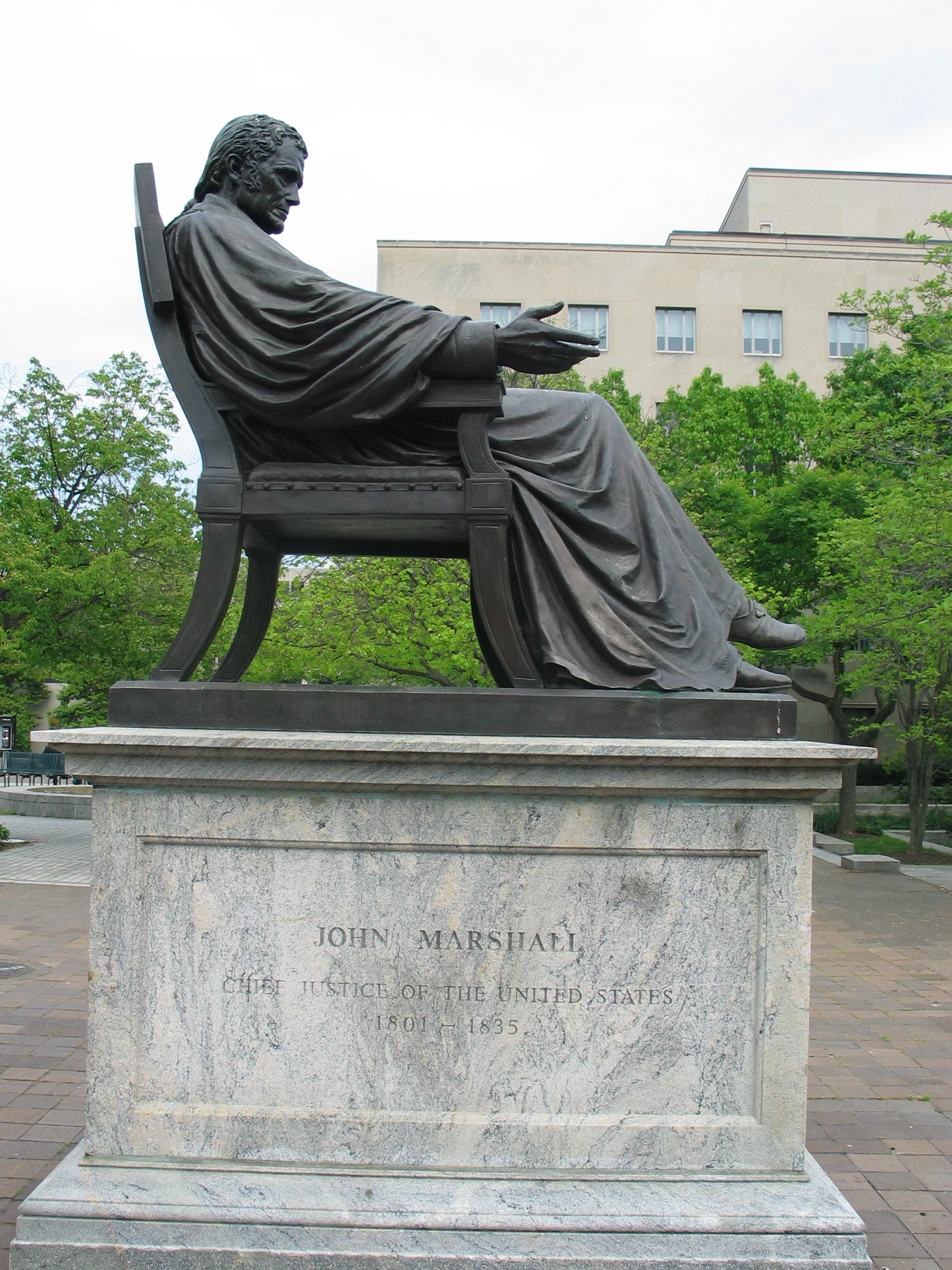
ジョン・マーシャルの銅像

マーシャルは、第2代大統領ジョン・アダムズによって、1801年1月20日に連邦最高裁判所長官に任命された。連邦最高裁判所でマーシャルは、憲法解釈を通じて連邦の権限を確保し、連邦司法部および合衆国憲法の権威確立について大きな貢献を行なった。彼は一連の歴史的な諸判決を通じて、当時極めて弱体であった司法府を、議会（立法）や大統領（行政）と同等の影響力を持つ独立した地位へと高めてゆく、最初の一歩を踏み出したのであった。
彼の下した判決で最も著名なものは、マーベリー対マディソン判決である。連邦法に対する違憲立法審査制度の原理は、マーシャルの「憲法に反する法律は法ではない」という法廷意見によって端的に表された。当時までの連邦最高裁判所においても連邦法の合憲性を判断する事例は存在したものの、違憲としたことは初めてであり、その理論づけを彼が法廷意見において詳細に述べた（いわゆるMarshall's Opinion）ところに価値がある。つまり、マーシャルの判決により、理論的な意味において、連邦最高裁判所に違憲立法審査権が確立されたのである。
その後、独立間もないアメリカ合衆国は、それぞれの地域の権益によって引き裂かれる恐れにしばしばさらされた。マーシャルは再三にわたって合衆国憲法の条項を広く解釈し、一定の分野において州政府に対する連邦政府の優位を確保した。今日最も重要な憲法の解釈の多くは、マーシャルが解釈したものであり、後世においても、最も著名な連邦最高裁判所長官となった。
マーシャルが連邦最高裁判所長官を務める間、5人の大統領が入れ替わることになった。就任当初は、トマス・ジェファソン大統領との間に争いがあったものの、その後は連邦政府内で徐々に安定した判決の支持を得て、最高裁の地位を高めていった。しかし、晩年は、アンドリュー・ジャクソン大統領によるジャクソニアン・デモクラシーの興隆と州権論の隆盛を前にして、彼の法的安定性と中央集権を志向する諸判決が徐々に力を失ってゆくのを目の当たりにすることになる。彼はおよそ35年間連邦最高裁判所長官を務めて、1835年7月6日に死去した。
彼の高潔な人柄と、気さくで人をひきつける長所は、彼の政敵からも賞賛されるところであった。連邦政府内でその死去の報に接した者は、党派を超えた悲しみに包まれたという。